# Узкоколейная железная дорога Гулбене — Алуксне

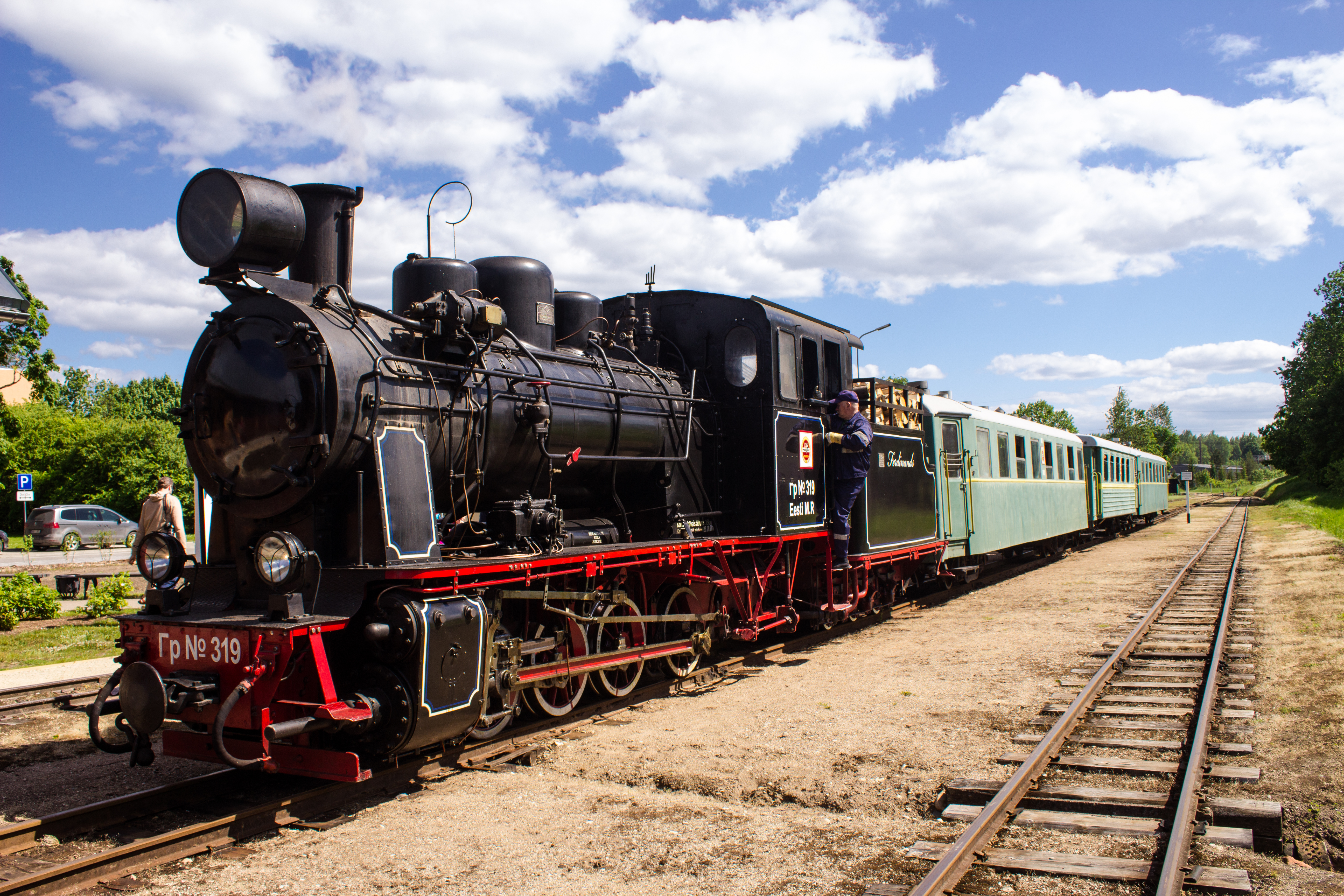
Паровоз

Узкоколейная железная дорога Гу́лбене — А́луксне (латыш. Gulbenes–Alūksnes šaursliežu dzelzceļš, также Gulbenes–Alūksnes bānītis) находится в Латвии и является единственной в странах Балтии действующей узкоколейкой общего пользования с шириной колеи 750 мм. Участок от Гулбене до Алуксне общей протяжённостью 33 километра остался от некогда действующей узкоколейной линии Стукмани — Валка, запущенной в 1903 году. Памятник культуры государственного значения.

## Начало

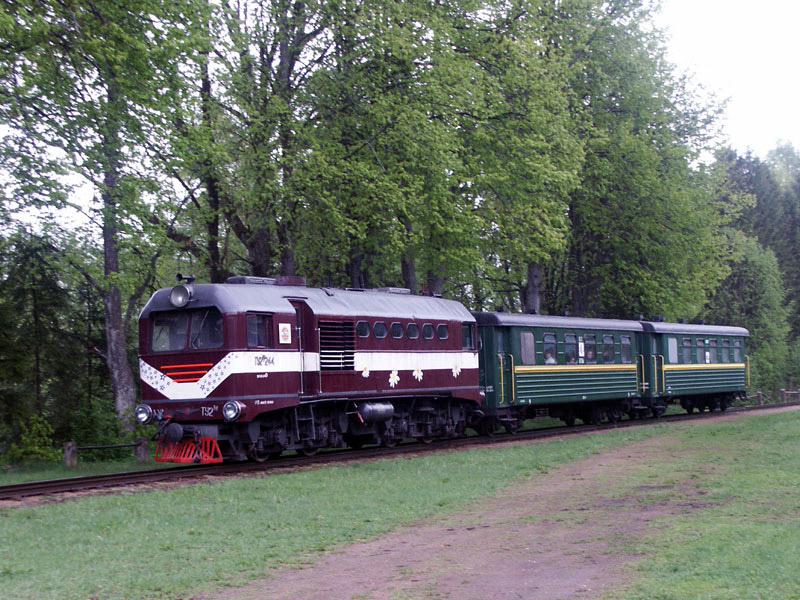
Узкоколейная дорога Гулбене — Алуксне

Впервые вопрос о создании узкоколейной железной дороги по маршруту Стукмани — Вецгулбене — Алуксне — Валка был поднят в 1890-х годах, и уже в 1898 году Видземское общество подъездных путей (ВОПП) начало проектную работу по участку Стукмани — Валка. В том же году, после утверждения проекта, ВОПП начало земляные работы, которые велись одновременно из конечных пунктов. К 1900 году земляные работы на участках Валка — Алуксне и Стукмани — Вецгулбене были завершены, как и возведение станционных и обслуживающих зданий во всех четырёх пунктах будущей линии. Во второй половине 1900 года из Стукмани и Валки навстречу друг другу рабочие ВОПП начали укладывать рельсовые пути. На участке же Вецгулбене — Алуксне, который по проекту следовало сдать в эксплуатацию последним, в конце лета были заложены фундаменты вокзалов Гулбене, Стамериене (историческое название — Варгали) и Алуксне. В 1901 году Видземское общество подъездных путей приобрело 14 современных мощных паровозов серии А на Коломенском заводе.

## Открытие линии
Официальная церемония открытия 212-километровой линии Стукмани — Валка состоялась 15 августа 1903 года, хотя временное движение поездов между конечными пунктами открыли 13 октября 1902 года, почти на год позже запланированного срока. В первые годы регулярного движения поездов наиболее объёмной и прибыльной для Видземского общества подъездных путей была транспортировка леса на целлюлозный завод в Пярну, однако также значительный вес имела транспортировка зерна, спирта, льна и другой сельскохозяйственной продукции. Пассажирские перевозки были, скорее, второстепенными.
Через три года на узкоколейке было около 25 пассажирских и около 150 товарных вагонов грузоподъёмностью 10 т. Эти вагоны были изготовлены по заказу ВОПП на вагоностроительном заводе «Руссо-Балт» в Риге. Со временем, с увеличением объёма перевозок вагонов стало не хватать, поэтому в 1911 году администрация дороги заказала на германском предприятии «A.Koppel» ещё несколько товарных вагонов грузоподъёмностью 12,5 т.

## Первая мировая война
Во время Первой мировой войны русская армия для удобства перестроила железнодорожный участок Стукмани — Вецгулбене в ширококолейную линию с шириной колеи 1524 мм. В военные годы и годы борьбы за независимость железные дороги на территории Латвии были сильно разрушены, в том числе и линия Вецгулбене — Алуксне — Валка, находившаяся непосредственно в зоне военных действий. После провозглашения независимости Латвии в 1918 году эта линия вместе с другими железными дорогами стала государственной собственностью.

## До 1940 года
Участок дороги Вецгулбене — Алуксне был восстановлен уже в 1920 году, и 15 марта этого же года возобновлено регулярное движение по нему. Движение же по всей линии до Валки и далее на Руйиену и Ипики восстановили только 6 сентября 1921 года. На линии в то время использовались локомотивы серий Mp и Tp. В 1921 году Главное управление железных дорог Латвии купило у Эстонии несколько локомотивов серии Sp. Это были мощные пятиосные локомотивы с прицепными тендерами, которые были выпущены в 1914 году на заводе «Orenstein & Koppel» в Германии. В 1923 году, для того, чтобы полностью избавиться от дефицита подвижного состава на узкоколейных железных дорогах Видземе, Главное управление железных дорог Латвии заказало на германском заводе «Linke Hofmann» современные локомотивы серии Rp и 10 новых пассажирских вагонов, а также детали для ремонта и выпуска товарных вагонов. Из поставленных этой фирмой деталей в Главных железнодорожных мастерских в Лиепае изготовили 30 крытых товарных вагонов и 10 грузовых платформ. В 1924 году из России, согласно мирному договору, было получено пять локомотивов серии Pp Коломенского завода.

## Вторая мировая война
В годы Второй мировой войны хозяйству Латвийской железной дороги были причинены значительные разрушения. В результате немецкого отступления и налётов советской авиации в 1944 году почти полностью был уничтожен Гулбенский железнодорожный узел и парализована деятельность всей узкоколейной железнодорожной линии. Большие изменения внесла война и в локомотивный парк, ведь большая часть латвийских локомотивов в конце войны была уничтожена или вывезена.
После войны Латвийскую железную дорогу включили в единую железнодорожную систему СССР, после чего было проведено восстановление видземских узкоколеек.
Уже в конце 1945 года в Гулбенском депо открылся новый цех по ремонту узкоколейных локомотивов, а первым, в декабре, было восстановлено движение поездов на участке Гулбене — Апе.

## Советские годы
В первые послевоенные годы Гулбенское депо эксплуатировало несколько оставшихся локомотивов серии Rp, а также локомотивы серии Pp, собранные по частям из взорванных немцами в Пуйкуле паровозов. 1950 году устаревшие паровики начали заменять паровозами серии Gr немецкого производства, выпущенными в ГДР на заводе им. К.Маркса (быв. «Orenstein & Koppel») в Бабельсберге. В конце 1950-х годов с железная дорога получила крытые товарные вагоны и платформы грузоподъёмностью 20 т производства Алтайского вагоностроительного завода. В то же время с приобретением комфортабельных пассажирских вагонов, выпущенных на польском заводе «Pafawag», был сделан качественный скачок в повышении комфорта пассажиров.
В 1958 году на участке Гулбене — Апе началась эксплуатация первого узкоколейного тепловоза ТУ2. В 1963 году, после объединения железных дорог трёх прибалтийских республик, локомотивные бригады Гулбенского депо стали водить поезда до Валги.
В дальнейшем узкоколейке стало трудно конкурировать с автотранспортом в силу большей мобильности последнего. Как следствие, в 1970 году было закрыто движение поездов на участке Валга — Апе, а с 1 января 1973 года прекратились и перевозки из Апе до Алуксне. Вскоре после этого закрытые участки демонтировали. Участок Алуксне — Гулбене в то время не закрыли только благодаря тому, что его использовали для перевозки грузов, в основном каменного угля, с перевалочного пункта станции Гулбене в дислоцированные в Алуксне части Советской армии.
В 1984 году железной дороге присвоили статус технического памятника. Затем из-за снижения спроса на пассажирские перевозки и из-за неудовлетворительного технического состояния вагонов движение на участке Гулбене — Алуксне прекратилось. Но против закрытия железной дороги выступили местные самоуправления, государственные и общественные организации по охране памятников. После закупки новых пассажирских вагонов во второй половине 1987 года движение на этой линии возобновили. В 1988 году Прибалтийская железная дорога приобрела на заводе в Камбарке (Россия) два новых локомотива — ТУ7А-2994 и ТУ7А-3018.

## Постсоветское время
В октябре 1992 года новый собственник узкоколейки ГАО «Латвияс дзелзцельш» прекратил грузовые перевозки на участке Гулбене-Алуксне. Количество пассажирских перевозок, хотя они и продолжаются, за последние 10 лет снизилось.
В 1997 году, после закрытия детской железной дороги в Риге, в Гулбене перевели два тепловоза ТУ2 и пассажирские вагоны польского производства выпуска 1960 года.
3 января 2002 года обслуживание железнодорожной линии приняло созданное годом раньше ООО «Железная дорога Гулбене — Алуксне» (латыш. SIA "Gulbenes-Alūksnes bānītis").

## Подвижной состав

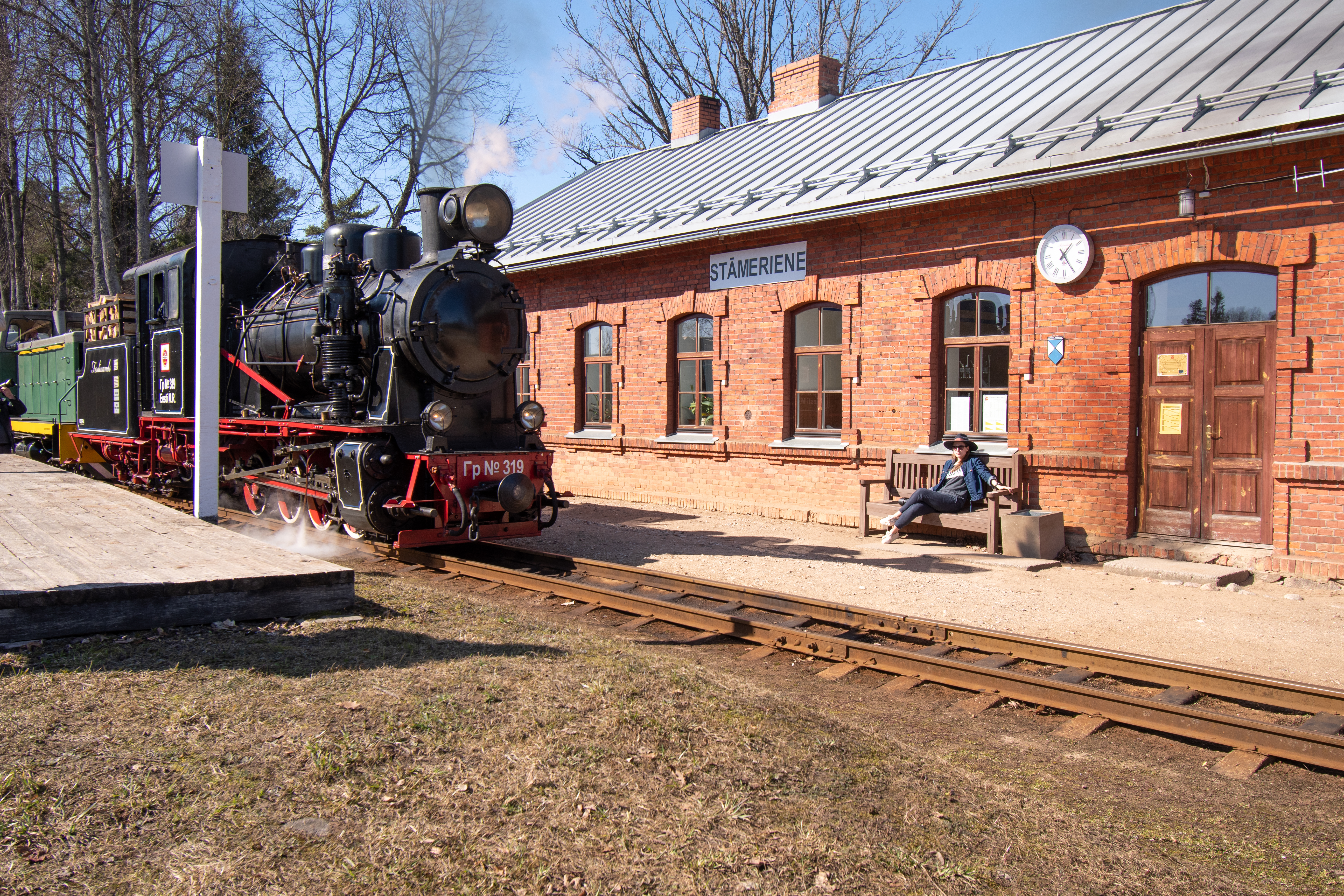
Паровоз в Стамериене

- паровоз Кч4 — одна единица (с 2003 по 2009, затем передан в Лавассааре)
- тепловоз ТУ2 — две единицы (поступили с упразднённой Рижской ДЖД)
- тепловоз ТУ7А — две единицы
- пассажирские вагоны — семь единиц
- товарные вагоны — пять единиц
- снегоочиститель — одна единица.

## Остановочные пункты
Станция (ст.) Гулбене, остановочный пункт (о.п.) Бирзе, о.п. Пурини, ст. Стамериене, ст. Калниене, о.п. Дундури, о.п. Папарде, ст. Умерниеки, о.п. Вейини, ст. Алуксне.
Общая протяжённость дороги составляет 33 километра. Время в пути между конечными пунктами дороги составляет 1 час 30 минут.

## Депо

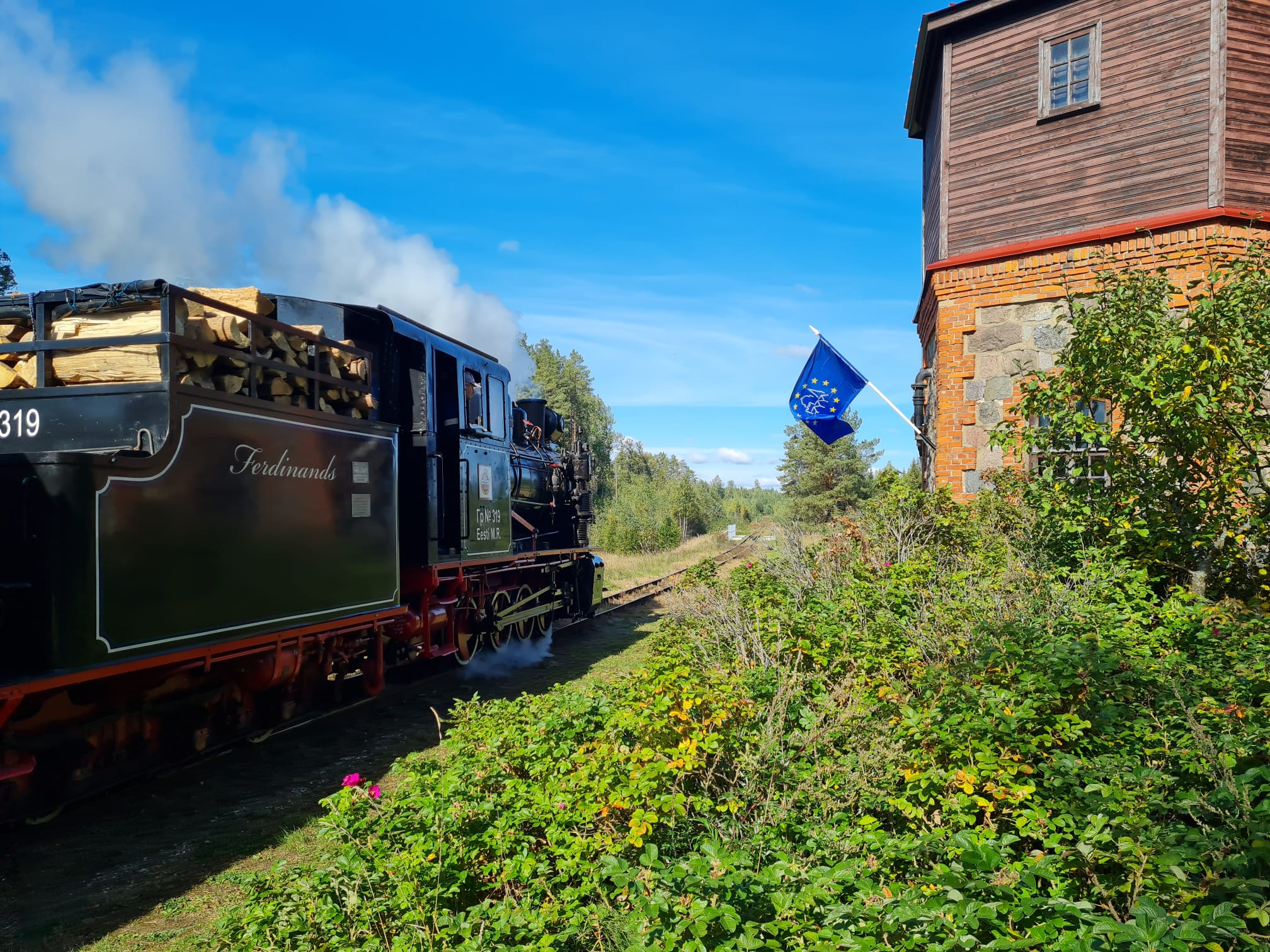
Паровоз на станции Папарде

Депо узкоколейной железной дороги было построено в начале XX века. В 1944 году депо было разрушено при отступлении немецких войск, впрочем, как и депо ширококолейной дороги. В 1945 году восстановили лишь ширококолейное депо, которое использовали для подвижного состава дороги как широкой, так и узкой колеи. Сейчас хозяином депо является ООО «Банитис Гулбене—Алуксне», здесь же расположен и офис этой компании.

## Галерея

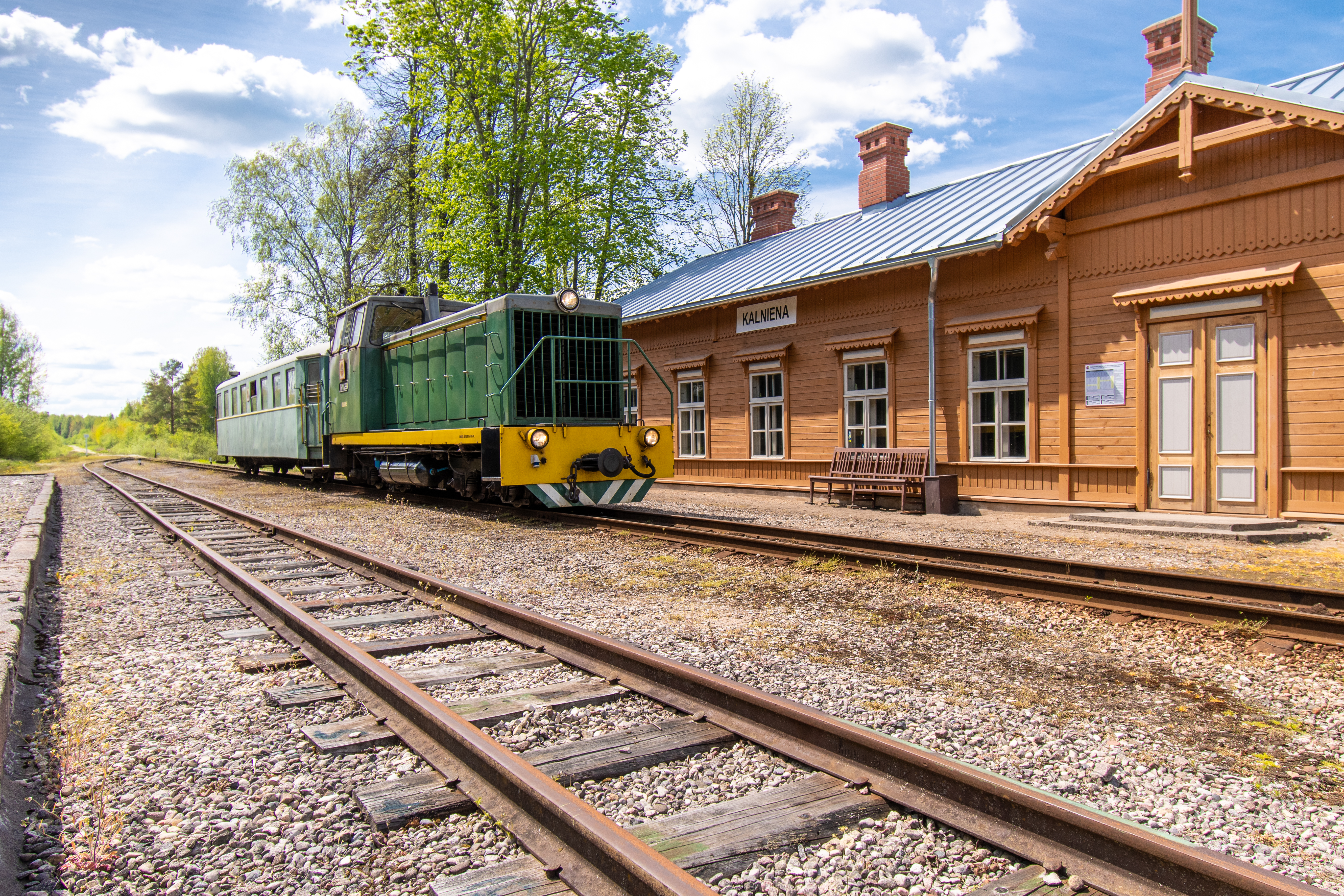
Тепловоз
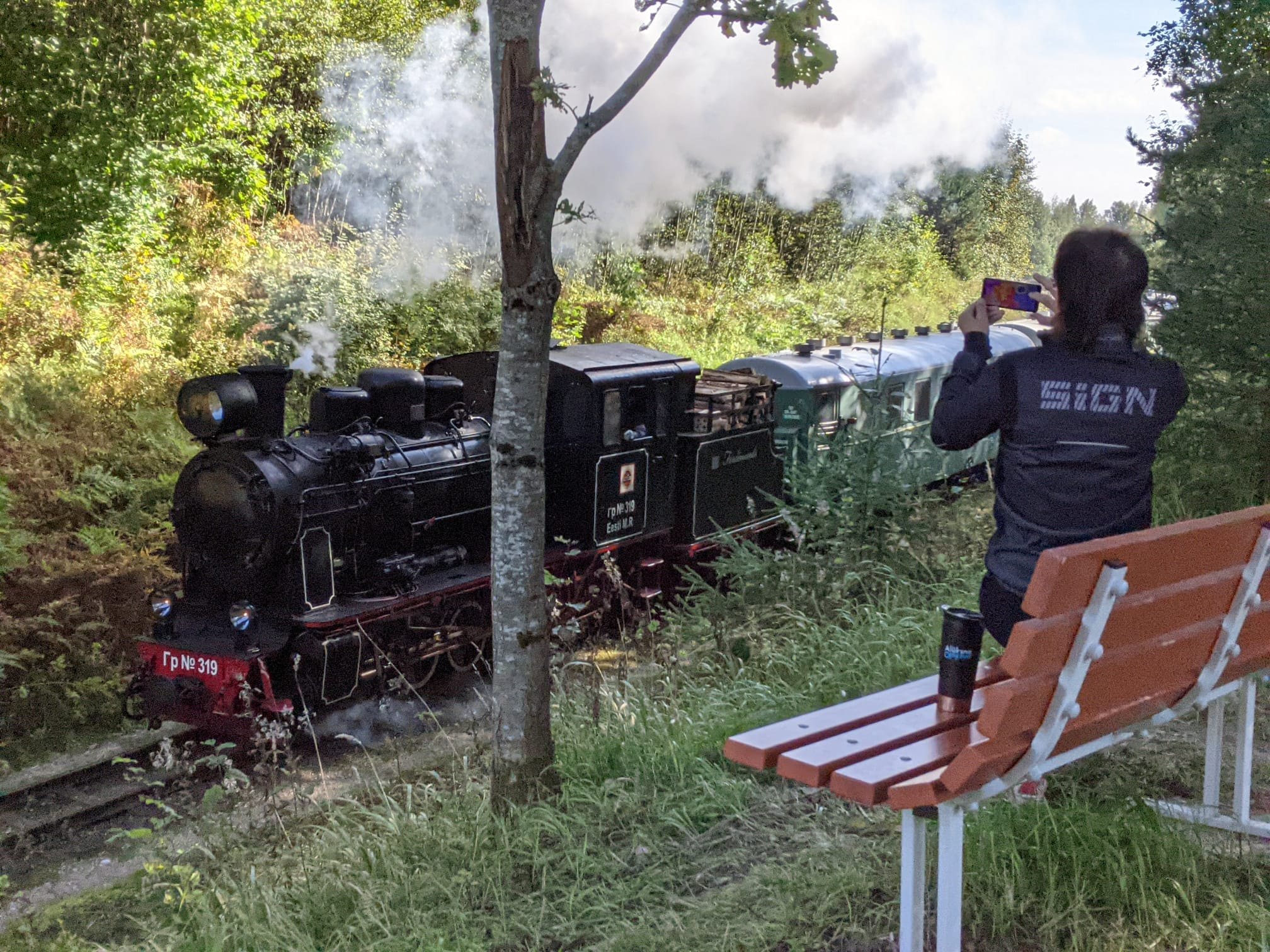
Паровоз
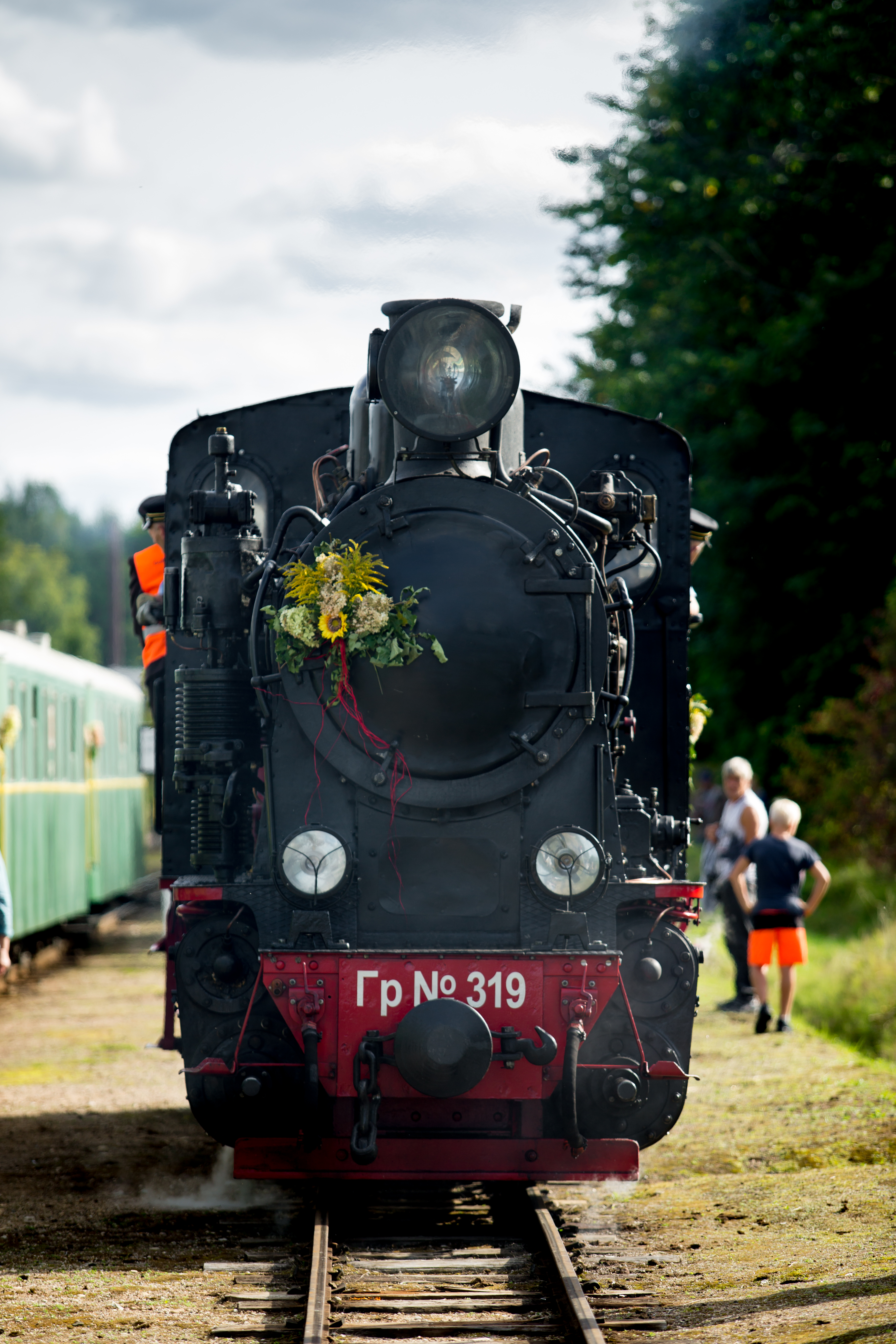
Паровоз
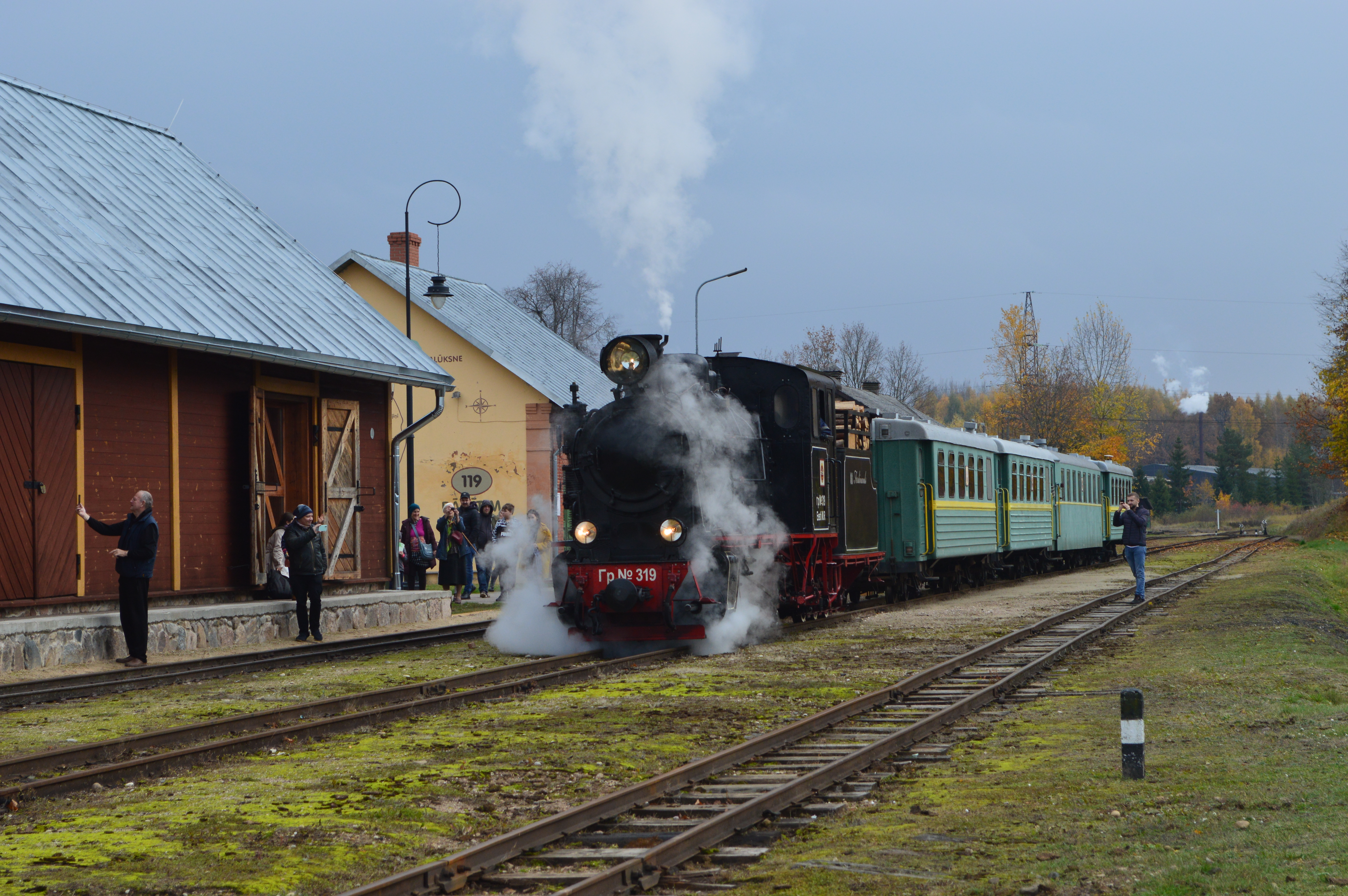
Паровоз на станции Алуксне